# RedDot
RedDot ist der ehemalige Produktname von OpenText Web Site Management, einem Web-Content-Management-System, das von der Open Text Web Solutions AG (ehemals RedDot Solutions AG), einem Geschäftsbereich des kanadischen Unternehmens Open Text Corporation, angeboten wird.

## Geschichte
Die InfoOffice AG wurde 1993 am Hauptsitz Oldenburg gegründet und firmierte seit April 2001 als RedDot Solutions AG.
Im Juni 2005 übernahm Hummingbird alle RedDot-Aktien. Im Oktober 2006 wurden Hummingbird und RedDot durch die Open Text Corporation übernommen.
Seit Januar 2006 nennt sich RedDot Open Text Web Solutions Group.
2007 hat RedDot von Gartner als einziger deutscher Anbieter ein Positive Rating im MarketScope for Web Content Management für die ECM Suite erhalten.
Seit dem 31. März 2016 gibt es das Release 16 des Web Site Management (CMS) Server und Delivery (Live) Server.
Seit dem 26. September 2017 ist das Release 16.0.2 (16.0 Service Pack 2) von Web Site Management (Server und Delivery Server) auf dem Markt. Neuer Asset-Manager, über 66 neue Features, Optimierungen und Clean-Ups bzw. Korrekturen sind zu finden.
Seit Ende Juni 2018 gibt es die aktuell gültige Release 16.0.3 (16.0 Service Pack 3) von Web Site Management (Server und Delivery Server) auf dem Markt. Viele Updates unter der Haube und ein richtiges Performance-, Wartungs- und Feature-Update Release.
Für Ende 2019 (Q4/2019) ist das nächste Release 16.7 von Web Site Management (Server und Delivery Server) angekündigt. Mit einer neuen Editoren-UI und vielen neuen Features.

## Produkte
Die RedDot besteht aus hauptsächlich 3 Produkten:
- RedDot Content Management Server (CMS)
- RedDot Extended Content Management Server (XCMS)
- RedDot LiveServer

## Technologie
Das RedDot-CMS basiert auf Windows-Server, ASP.Net, C# und der proprietären Abfragesprache RQL (RedDot Query Language). Die Oberfläche setzte die Benutzung von Internet Explorer bis Version 11.2.1 voraus. Mit der Version 7 wurde das System um einige ASPX.NET Komponenten erweitert, die das Erstellen der Navigation vereinfachen sollen. Des Weiteren wurden mit dem Navigation Manager RedDot-spezifische Tags eingefügt, jedoch fehlt im Navigation Manager ein detailliertes Berechtigungskonzept. Seit Version 16.0 ist der Management (RedDot) Server komplett auf .NET 4.6.1 und rein 64-Bit. Ebenfalls wurde der Delivery (Live) Server komplett auf Java 1.8 umgestellt. Beide Produkte haben seit längerer Zeit einen einfachen OneClick-Installer für schnelle und unkomplizierte Installationen von Hotfixes bzw. Upgrades.

### Einfaches RenderTag-Beispiel
```
<reddot:cms>

  
<if>

    
<query
 
valuea=
"Context:CurrentRenderMode"
 
operator=
"!="
 
valueb=
"Int:2"
>

      
<htmltext>

        
Dies
 
wird
 
nur
 
auf
 
dem
 
RedDot
 
Server
 
ausgeführt

        
und
 
erscheint
 
nicht
 
auf
 
dem
 
Webserver.

      
</htmltext>

    
</query>

   
</if>

</reddot:cms>

```